# 马龙遗址
马龙遗址，位于中华人民共和国云南省大理市苍山马龙峰麓的一处新石器时代遗址，白族遗址。

## 特点
1939年3月至10月，曾昭燏、吴金鼎、王介枕一同发掘马龙遗址（之后挖掘佛顶甲乙遗址、龙泉遗址），发掘区在内城东南部，为东西走向的椭园形缓坡，遗址上有后世人工堆筑的两重土城墙，发掘面积1438平方米。文化层自下而上为红灰土、浅灰土、深灰土、黄灰土及草根土。遗址表面有人工修筑的平台，其中发现古代水沟、半穴居和平地结棚房屋基址（半地穴居住屋有椭圆形、长方形二种）、红烧土地面、柱洞、窖穴。出土器物中陶片为夹沙橙黄陶，有划纹、压纹、拍纹三种饰纹。石器553件，多残破（完整的有23件）。有长条形、近三角形扁平石斧、石凿，半月形穿孔石刀、梯形纺轮等。遗址时代分早晚两期，早期陶器手捏制，晚期轮制。此外发现有石网坠，证明当地新石器时代除了农业外，捕鱼已经较为发达。此次系列考察，也是中国考古学家首次运用外国技术和方法进行的锄头考古活动。